# Jakobellus von Mies
Jakobellus von Mies (auch Jacobellus von Mies; Jakob/Jacob von Mies; tschechisch Jakoubek ze Stříbra; lateinisch Jacobus de Misa, auch Jacobus Bohemus; * etwa 1372 in Mies; † 9. August 1429 in Prag) war ein hussitischer Priester und Schriftsteller.

## Leben
Jakobellus von Mies lebte mehrere Jahre im Minoritenkloster in Mies. Später studierte er Theologie an der Karlsuniversität, wo er sich mit dem Reformator Jan Hus anfreundete. 1393 erwarb er den akademischen Grad eines Baccalaureus und 1397 erlangte er den Titel eines Magister artium. Danach lehrte er an der Universität. 1402 wurde er zum Priester geweiht und 1407 Pfarrer an der St.-Michaels-Kirche in der Prager Altstadt. Dort reichte er als einer der ersten den Gläubigen die Kelchkommunion.
Auf einer Synode im Februar 1413 lehnte er die Schlichtungsbemühungen des Königs Wenzel IV. zwischen Hus und der Katholischen Kirche ab. Mit seiner im Prozess gegen Jan Hus auf dem Konzil von Konstanz erhobenen Forderung, das Abendmahl künftig in beiderlei Gestalt zu reichen, konnte er sich nicht durchsetzen. Trotzdem fand sie in Böhmen schon bald weite Verbreitung. Bei der Verteidigung des Laienkelchs wurde er zunächst auch von Johann von Příbram unterstützt, der später zum Führer der konservativ-utraquistischen Universitäts-Magister aufstieg. 1417 plädierte Jakobellus in einer Disputation gegen Simon von Tišnov für die Kinderkommunion.
Seit 1419 predigte Jakobellus von Mies in der Bethlehemskapelle. In den Auseinandersetzungen zwischen den Utraquisten und radikalen Hussiten stand er auf der Seite der gemäßigten Utraquisten. 1420 vertrat er in einer an der Universität abgehaltenen Disputation seine Interpretation des Abendmahls mit solchem Erfolg, dass mehrere Pfarrgemeinden die Kelchkommunion einführten. Als Reaktion darauf wurde über ihn der Kirchenbann verhängt.
Zusammen mit Johann von Seelau, Johann von Přibram und Prokop von Pilsen gehörte Jakobellus einem Gremium an, das die Lehre der Hussiten verteidigte. Auf einer von ihnen am 12. November 1421 berufenen Versammlung wandte er sich gegen die radikalen Gedanken des Johann von Seelau, den er deshalb am 7. März 1422 anklagte.
Er verteidigte die These, dass es durchaus rechtens sei, das Gotteswort mit dem Schwert zu verteidigen. Diese These nahmen die Taboriten an und begründeten damit ihre militärischen Züge. Das rief weitere Auseinandersetzungen mit Petr Chelčický hervor, der jede Gewalt ablehnte.
Jakobellus von Mies verfasste unter seinem latinisierten Namen „Jacobus de Misa“ zahlreiche Schriften zur utraquistischen Lehre. Sie wurden teilweise von Paul von Bydžov herausgegeben, der selbst mehrere utraquistische Verteidigungsschriften verfasst hatte.

## Werke (Auswahl)
- Překlad Viklefova Dialogu
- Výklad na Zjevení sv. Jana
- Sermones in Bethlehem
- Česká postila
- Zpráva, jak Sněm konstantský o svátosti večeře Kristovy nařídil
- Tractatus super lamentationes Jeremiae
- Consilium de pacificando regno
- Sermones repraesentati a Jacobello per circulum anni
- Vindiciae contra Andream Brodam pro communione plebis sub utraque specie
- Apologia pro communione plebis sub utraque specie
- Demonstratio per testimonia scripturae, patrum actue doctorum, communicatonem calicis in plebe christiana esse necessariam
- De vera existentia corporis et sanguinis Christi in sacra coena
- De communione spirituali integra sub duplici forma panis et vini quantitate plebem concernente
- Tractatus Magistri Jacobi de Misa contra doctorem Brodam, de communione utriusque speciei
- Tractatus M. Jacobi de Misa, theologi profundi, de existentia vera corporis Christi in sacramento altaris, catholice conscriptus
- De purgatorio animarum post mortem